# Lễ hội Thái Lan
Cũng như một số nước trong khu vực Châu Á, ngày lễ Thái Lan cũng được chia làm 2 phần: phần lễ và phần hội. Sau đây là danh sách một số ngày lễ chính tại Thái Lan:
- Ngày 1 tháng 1: Ngày đầu năm mới (tiếng Thái Lan: วันขึ้นปีใหม่, phát âm như wănkhứn pii mày)
- Ngày 16 tháng 1: Ngày Nhà giáo (วันครู, wăn khruu)
- Ngày 9 tháng 2: Ngày Tết Âm lịch (วันตรุษจีน, wăn t’rùt chin)
- Ngày 14 tháng 2: Ngày lễ tình yêu (วันแห่งความรัก, wăn hèèng khoam rắc)
- Ngày 13, 14, 15 tháng 4: Ngày Tết Song Khran (Tết Thái Lan): วันสงกรานต์, wăn sổng khran)
- Ngày 1 tháng 5: Ngày Quốc tế Lao động (วันแรงงานแห่งชาติ, wăn reeng ngaan hèèng chaat)
- Ngày 12 tháng 8: Ngày sinh nhật Hoàng hậu (วันเฉลิมฯพระราชีนี, wăn cha lởởm prá waachiinii)
- Ngày 16 tháng 11: Ngày lễ Loy Krathong (วันลอยกระทง, wăn looy kra thông)
- Ngày 5 tháng 12: Ngày sinh nhật Nhà Vua (วันเฉลิมฯพระเจ้าอยู่หัว, wăn cha lởởm prá chááo dùù hủa) cũng là ngày Quốc khánh Thái Lan (วันชาติ, wăn chaat)
- Ngày 25 tháng 12: Ngày Giáng sinh (วันคริสมาส, wăn khritmas).

## Lễ hội Hoàng Gia

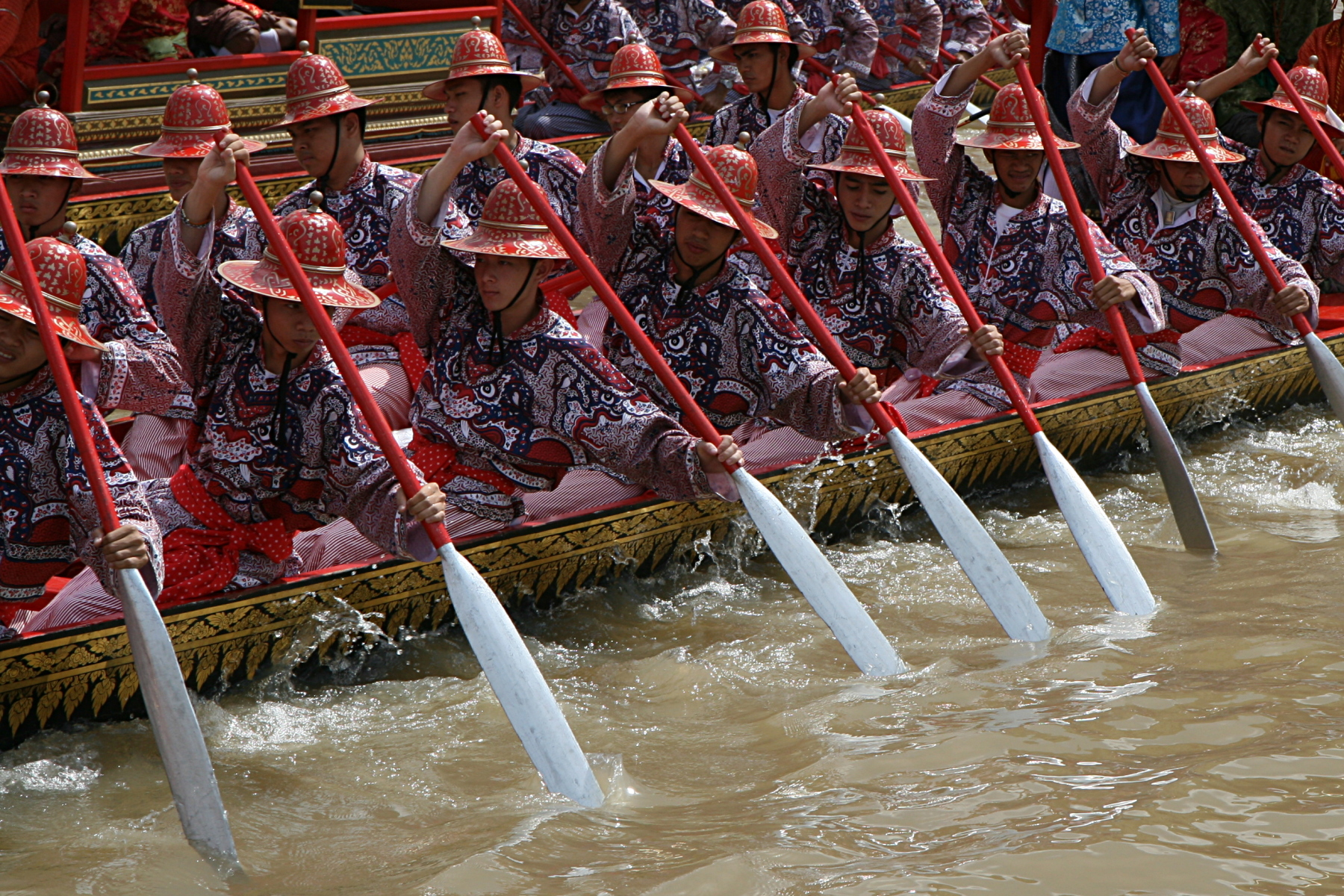
Lễ hội đua thuyền Hoàng Gia

Lễ hội Hoàng Gia có nhiều ngày lễ quan trọng, điển hình trong năm có 2 ngày lễ lớn: đó là ngày sinh nhật Hoàng hậu và ngày sinh nhật Nhà Vua.

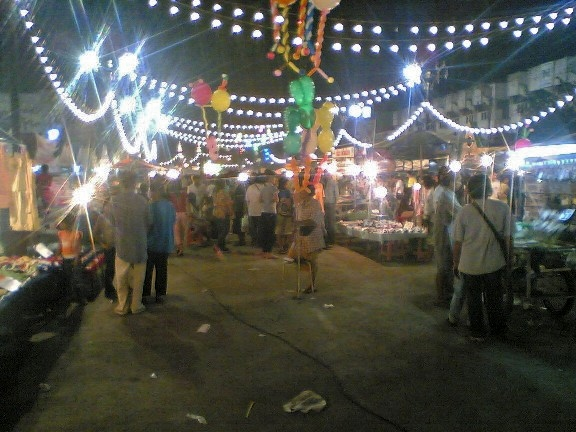
Lễ hội chuối - Banana Festival ở tỉnh Kamphaengphet

Vào những ngày này, các trường học và các cơ quan nhà nước được trang hoàng cẩn thận, các khu vực xung quanh Cung điện Hoàng gia ở Bangkok được thắp đèn rực rỡ, kèm theo là bắn pháo bông. Người Thái cũng tôn Những công lao của vua Chulalongkorn được tri ân vào ngày hôm sau, khi ngày Chakri, tức là ngày thành lập của triều đại hiện nay, và ngày Đăng quang, tức là ngày vua Bhumibol Adulyadej lên ngai vàng. Người dân đến đặt vòng hoa trước tượng của ngài. Hai hôm trước ngày sinh nhật của nhà vua, đội cận vệ hoàng gia mặc trang phục rực rỡ diễu binh bên cạnh cung điện hoàng gia để tuyên lại lời thề trung thành của họ.
Trước đây, đích thân nhà vua sẽ cử hành nghi lễ thượng điền, một nghi lễ được cử hành vào tháng 4 hàng năm để bắt đầu cho mùa gieo cấy. Những từ triều đại của vua Mongkut, nhà vua chỉ có mặt tại buổi lễ, còn người đại diện của ngài, thường là ông bộ trưởng Nông nghiệp, sẽ cày ba đường cày tượng trưng. Sau đó người ta đọc vài lời tiên đoán và giải đoán theo nhiều cách khác nhau cho nhà vua nghe.

## Lễ hội truyền thống toàn quốc
Là một nước theo đạo Phật, Thái Lan cử hành những ngày kỷ niệm quan trọng với những nghi lễ đem lại cho các tín đồ Phật giáo khắp đất nước một cơ hội để họ đóng góp phần công đức, với những phẩm vật cúng cho các nhà sư và những đám rước đèn cầy vào ban đêm. Nhiều khi còn có những đám đông tụ tập để nghe kể những truyền thuyết về đức Phật. Lễ Magha Puja vào tháng 2 kỷ niệm ngày 1.250 tín đồ tập hợp lại để nghe đức Phật thuyết pháp. Lễ Visakha Puja vào tháng 5 kỷ niệm ngày Phật Đản, ngày Phật Giác Ngộ và ngày Đức Phật Nhập Niết Bàn.

### Tết Thái Lan

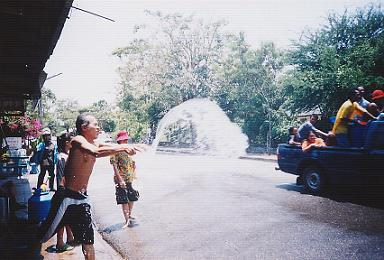
Tết Songkran

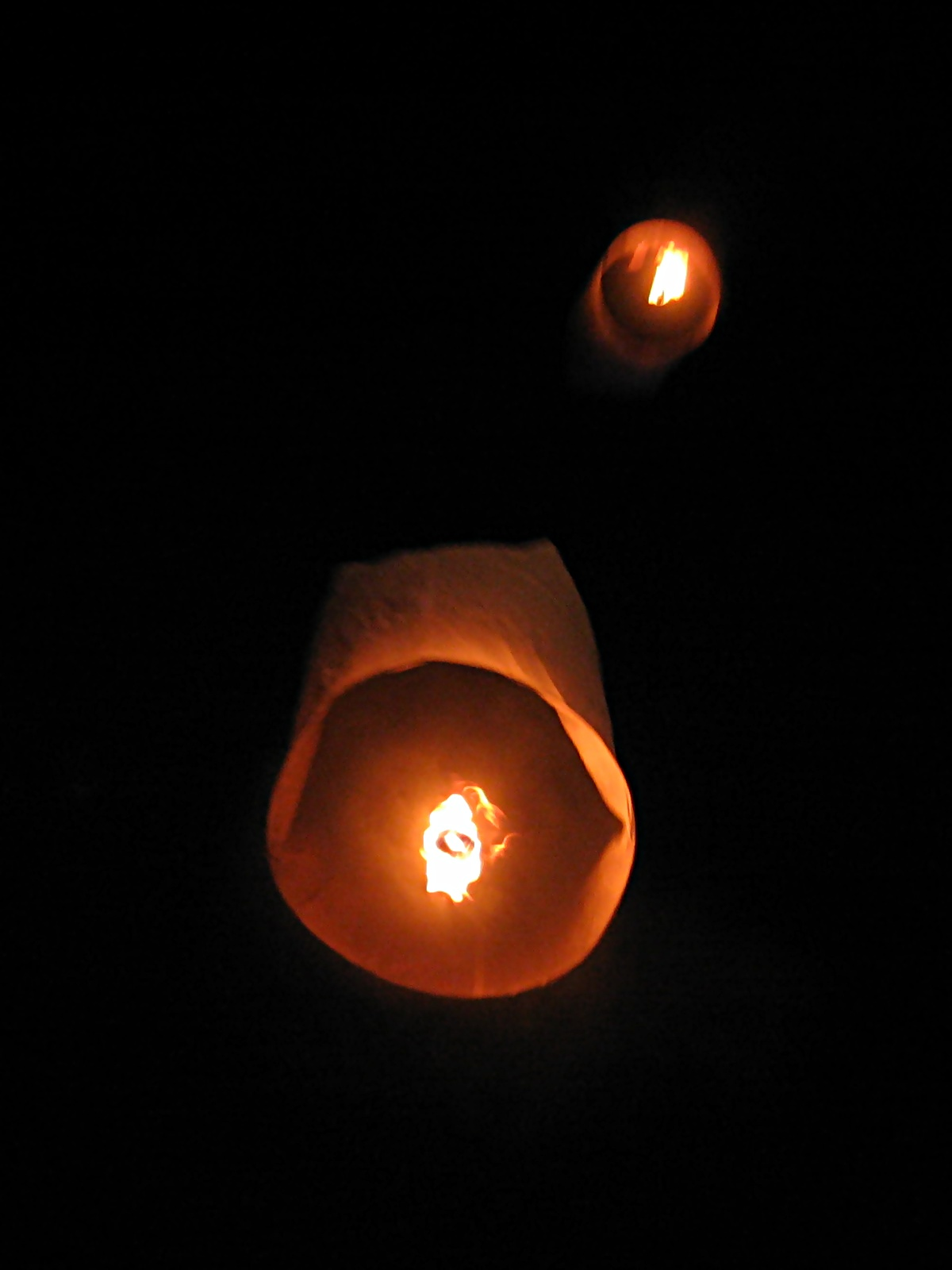
Lồng đèn được thả lên trời trong ngày hội Loy Krathong ở Chiang Mai

Tết Thái Lan (Songkran) được tổ chức hàng năm từ ngày 13-15/4 để đón năm mới. Đây là thời điểm người Thái tỏ lòng kính trọng với Đức Phật, dọn dẹp nhà cửa, té nước vào người cao tuổi nhằm tỏ lòng tôn kính. Trong thời gian diễn ra lễ hội, nhiều cuộc diễu hành, thi sắc đẹp được tổ chức. Ngoài ra, người ta còn nấu các món ăn truyền thống và mặc các trang phục nhiều màu sắc. Đặc biệt, trong Tết Songkran, người dân sẽ té nước lên nhau bằng xô, súng phun nước, bóng... Những người càng được té nhiều nước càng may mắn.

### Khao Phansa
Lễ Khao Phansa vào tháng 7 để tuyên bố bắt đầu mùa An cư của Phật tử, cũng là ngày chấm dứt gió mùa hàng năm. Mùa An cư sẽ chấm dứt ba tháng sau với kỳ Kathin, là lúc dân chúng dâng tặng áo cà sa mới cho các nhà sư. Theo lịch truyền thống, tết năm mới nhằm ngày 13 tháng 4.

### Loy Krathong

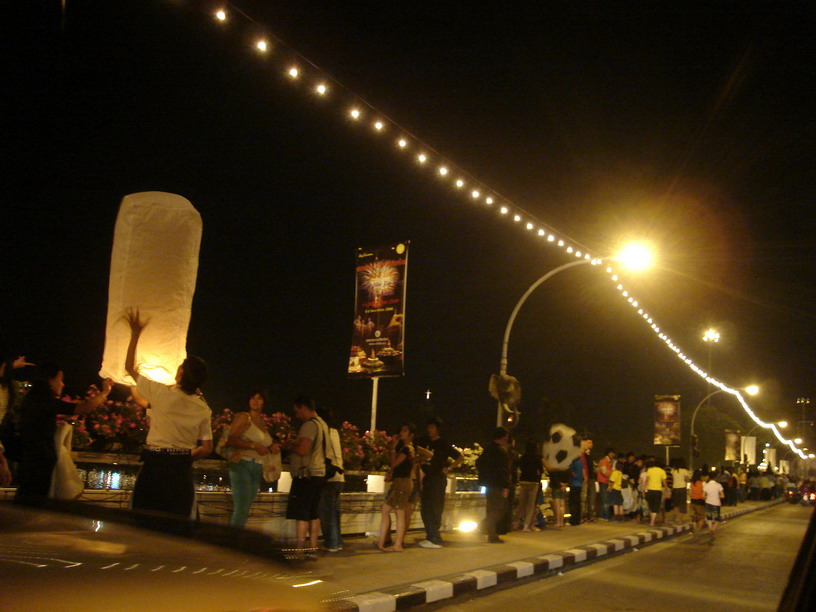
Khom Loi trong Loy Khrathong ở Chiang Mai

Những sự kiện đẹp nhất trong năm là Loy Krathong, được tổ chức trong ba ngày vào dịp trăng tròn tháng 11. Krathong có nghĩa là cây nến nhỏ hoặc cây đèn nhỏ được gắn trên những chiếc bè làm bằng lá.
Suốt trong những đêm đó, mọi rạch nước ở Thái Lan đều đông nghẹt hàng ngàn ngọn đèn cầy đặt trongnhững chiếc giỏ nho nhỏ bằng lá đẹp đẽ. Ở Chiang Mai, ngày lễ này còn có cả việc thả những chiếc đèn gió khổng lồ. Ở khắp mọi nơi, diễn ra những đám rước, đốt pháo bông và những ánh đèn rực rỡ trong suốt ba đêm liền.

## Những lễ hội theo vùng
Trong khi mọi người dân đều tham gia vào những lễ hội toàn quốc thì nhiều tỉnh lại có những lễ hội riêng của mình. Trong số đó đáng quan tâm nhất là:

### Lễ Luang Wiang Lakon
Lễ Luang Wiang Lakon ở Lampang trong tháng 2, một đám rước tượng Phật rất trang nghiêm với sự tham gia của cựu hoàng tộc Chiang Mai.

### Lễ hội tên lửa Yasothon
Lễ hội nổi tiếng này diễn ra ở miền Bắc, các quả tên lửa tự chế với đủ kích cỡ được phóng lên trời, người ta tin rằng điều đó sẽ đảm bảo cho thời tiết thuận hòa và vụ mùa bội thu.

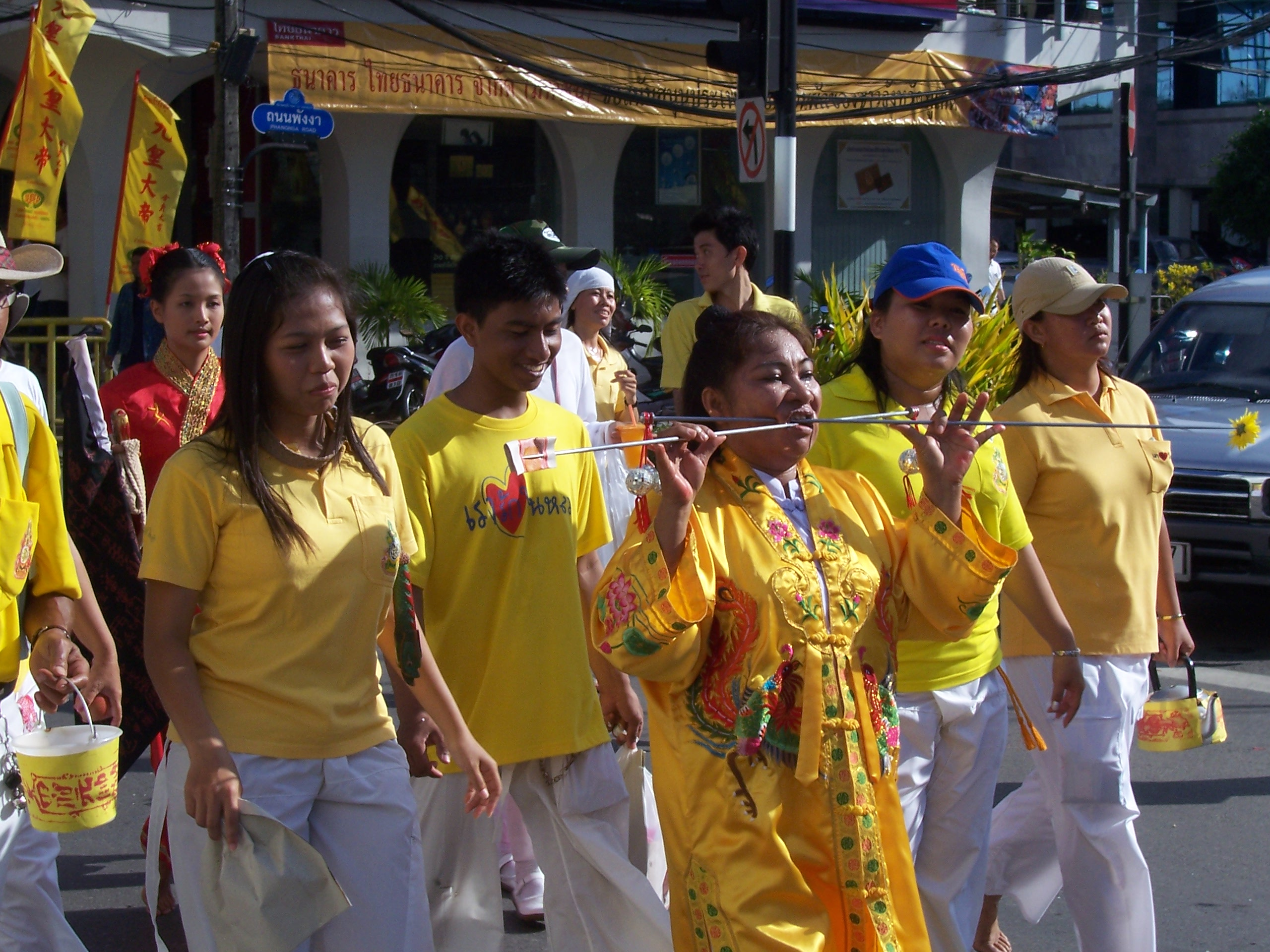
Lễ hội ăn chay trên đường phố

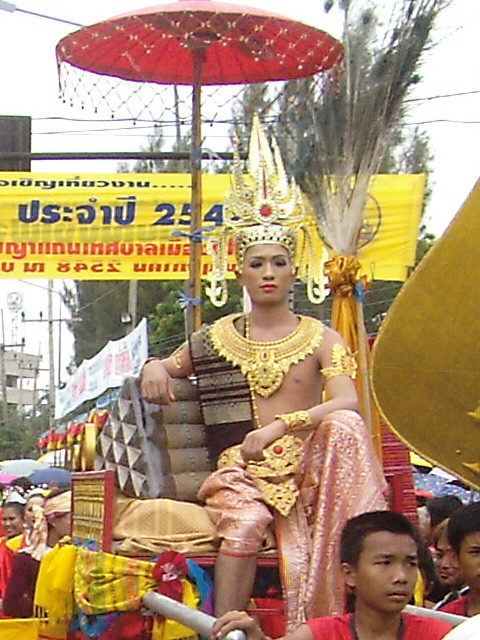
Lễ hội tên lửa (Rocket Festival ở tỉnh Yasothon

### Lễ hội Phi Ta Khon
Lễ hội Phi Ta Khon ở Loei vào tháng 6, một lễ hội đóng giả các thần linh rất vui nhộn để kỷ niệm việc hoàng tử Vessandorn quay trở về thành phố quê hương. Trong ngày lễ này, người ta hóa trang thành những con ma đi rong ngoài phố.

### Lễ hội đua thuyền Phichit
Lễ hội đua thuyền Phichit vào tháng 9, một sự kiện được tổ chức hàng năm trên sông Nan, họ đua bằng những con thuyền gỗ bơi chậm.

### Lễ hội Chak Phrra
Lễ hội Chak Phrra ở Surat Thani vào tháng 10, đây là lễ hội rước các tượng Phật đặt trên xe kéo đi khắp các đường phố, hoặc thả trôi trên các dòng sông và các con kênh.

### Lễ hội đua trâu ở Chonburi
Lễ hội đua trâu ở Chonburi vào tháng 10, một cuộc diễu hành và chạy đua của những con vật quý giá nhất đối với người nông dân Thái.

### Lễ hội lâu đài Sáp ở Sakhon Nakhon
Lễ hội lâu đài Sáp ở Sakhon Nakhon vào tháng 10, lễ hội thi tài làm những mô hình đền chùa đẹp đẽ bằng sáp ong.

### Lễ hội đua thuyền Lanna
Lễ hội đua thuyen Lanna ở Nan vào tháng 10, lễ dâng cúng áo cà sa cho các nhà sư địa phương, đồng thời tổ chức đua thuyền trên những con thuyền làm bằng gỗ được sơn phết rực rỡ.

### Lễ hội hoa ở Chiang Mai
Ở Chiang Mai có rất nhiều lễ hội, đặc sắc nhất vẫn là lễ hội hoa diễn ra hàng năm.

### Lễ hội ở miền Nam
Các lễ hội ở các tỉnh miền Nam mang sự pha trộn của Hồi Giáo và Phật giáo tạo ra một nét đặc trưng rất riêng. Điển hình các lễ hội này tập trung tại tỉnh Phuket. 

## Những Lễ hội Trung Hoa
Người Hoa ở Thái Lan ăn tết năm mới vào cuối tháng giêng hoặc tháng hai (dương lịch). Các thương nhân đóng cửa hiệu để nghỉ ngơi, các văn phòng cũng đóng cửa trong vài ngày, và người ta trang hoàng nhà cửa phố xá với đủ mọi kiểu cách. 
Dấu hiệu của Tết năm mới là những tiếng pháo nổ đùng đùng, cùng với đốt giấy, pháo bông và những đám rước ngoài đường.
Các cộng đồng người Hoa ở khắp Thái Lan tổ chức múa lân và múa sư tử. Những cuộc trình diễn múa sư tử đẹp mắt nhất được tổ chức tại Nakhon Sawan. Ở đây người Hoa tôn vinh con Rồng Vàng bằng một đám rước rất đông đảo. Ở miền Nam, vào thế kỷ XIX, những người di cư Trung Quốc ở Phuket đã khởi đầu tổ chức Lễ hội Ăn chay hàng năm rất khác thường, và nó đã trở thành một lễ hội chính thức trong năm ở các thành phố này.
Trong ngày lễ này, người Hoa sẽ ăn chay 10 ngày liền và tổ chức nhiều đoàn diễu hành, cũng như trình diễn những trò lạ lùng như bước chân trần đi trên đống than hồng, xiên vào mặt những cây sắt sắc nhọn. Họ nói rằng những người biểu diễn ở trong tình trạng lên đồng và họ cho thấy chẳng hề có dấu hiệu đau đớn nào cả.

## Những lễ hội khác

### Lễ hội Hồi giáo
Tháng lễ Ramadan là sự kiện quan trọng nhất trong lịch Hồi giáo. Người Hồi giáo nhịn ăn từ 12 đến 15 giờ đồng hồ mỗi ngày trong suốt một tháng ròng rã, trong khi vẫn đến các giáo đường để nghiên cứu kinh Koran vào các buổi chiều.
Một bữa tiệc lớn gọi là Id Fitr đánh dấu sự kết thúc tháng nhịn ăn. Họ cũng kỷ niệm ngày Hijra để tưởng nhớ đến cuộc tỵ nạn của tiên tri Mohammed đến thành phố Medina (cũng là ngày đầu tiên của năm mới theo lịch Hồi giáo). Những người Hồi giáo cũng tiến hành Haj, tức là cuộc hành hương hàng năm theo truyền thống đến Mecca.

### Những lễ hội bộ lạc

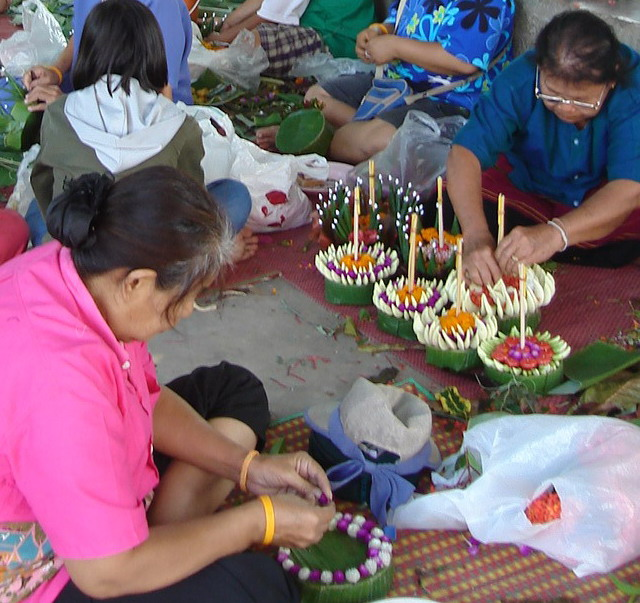
Làm lồng đèn thả trên sông trong ngày Loykrathong

Tất cả các bộ lạc miền núi đều ăn tết năm mới, mặc dù không phải cùng một ngày. Người Karen, người Lisu, người Dao, và một số nhóm Lahu ăn Tết vào cùng một ngày với người Trung Hoa, và hầu hết những nghi lễ của người Dao đều rất giống với tập quán của người Trung Quốc. Người Akha, người Mèo và các nhómLahu khác ăn tết năm mới sớm hơn khoảng một tháng. 
Tết năm mới nổi bật với việc giết thịt trâu, bò, gà,vịt, ngồi quây lại với nhau cùng đánh chén một bữa tiệc ê hề rượu thịt, hát hò và nhảy múa thật nhiều. Với các bộ tộc miền núi thì tết năm mới cũng là bắt đầu mùa yêu đương, vì vậy các thanh niên trai gái cùng ăn mặc thật đẹp để làm duyên. 
Các thanh niên người Mèo xếp thành hai hàng đối diện nhau và ném những quả bóng nhỏ ra phía sau hay về phía trước, đó là một cơ hội tuyệt vời để tự giới thiệu mình với người trong mộng. Những thanh niên người Akha đến tuổi dậy thì cùng nhau gõ từng nhóm nhỏ nhảy múa xung quanh cây nêu của ông thầy mo trong làng theo tiếng nhạc của sáo bầu và đàn luýt.
Duy nhất có thời gian này trong năm là đám con trai được chơi trò đánh quay, họcố làm cho con quay của đối phương văng đi bằng cách vụt con quay của mình vào đỉnh chóp con quay của đối thủ. 
Ở các làng của người Akha, đám phụ nữ đi chơi đánh đu, cái đu này sẽ không được phép động đến nữa trong suốt quãng thời gian còn lại trong năm. Các bộ lạc cử hành nghi lễ bắt đầu mùa gieo cấy, để cầu phúc cho vụ thu hoạch vào mùa thu, đồng thời cũng để làm vừa lòng các vị thần bảo hộ, hay "các vị chúa đất" hình mà họ coi là những chủ nhân thực sự của cánh đồng lúa của họ. Người Karen cũng có một nghi lễ hàng năm để cúng linh hồn của các bậc tổ tiên, chủ trì buổi lễ là người phụ nữ lớn tuổi nhất trong nhà. 

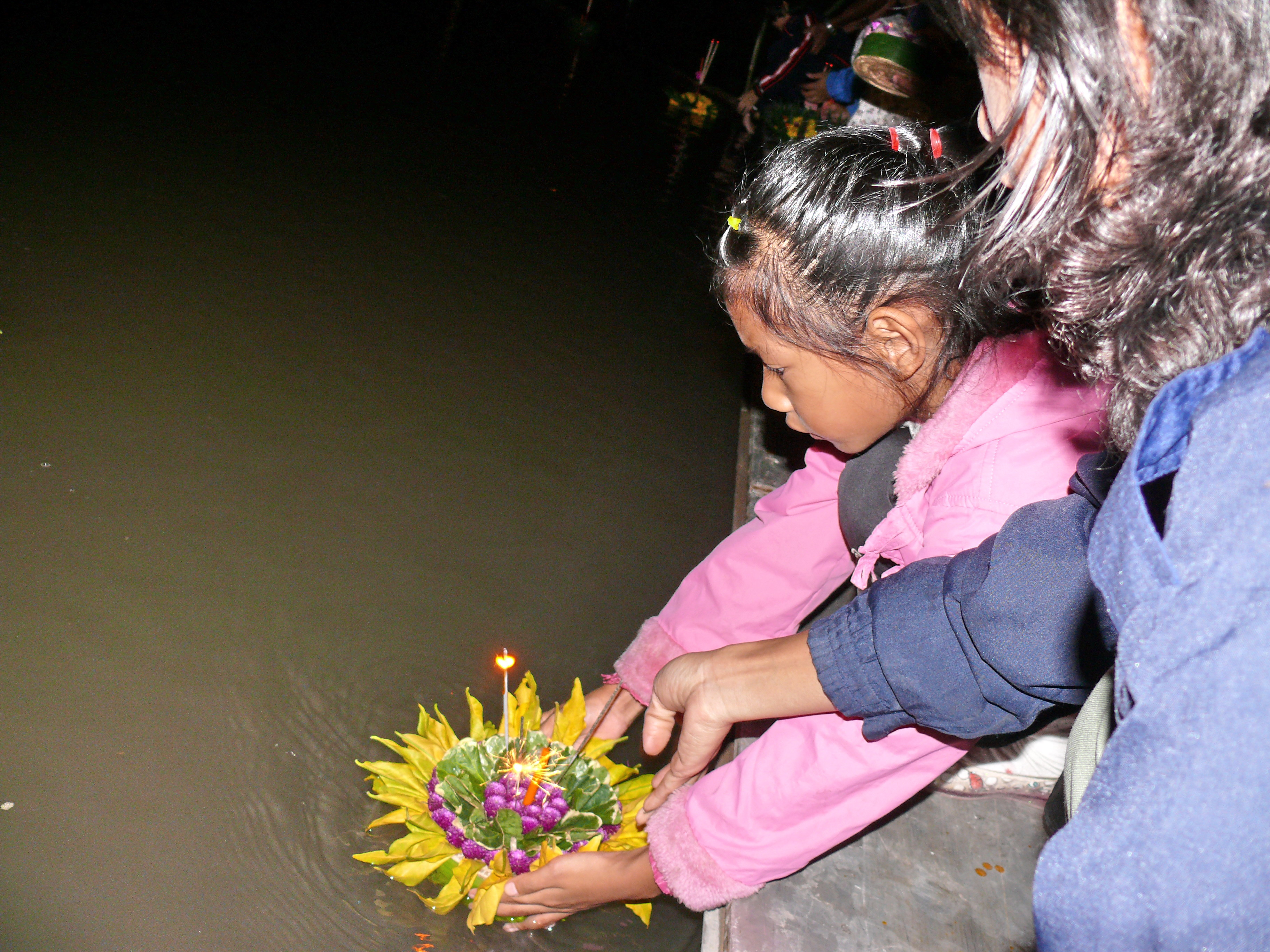
Thả lồng đèn trên sông trong ngày Loykhrathong ở tỉnh Nan

Người Mèo làm riêng một cách cửa dành cho các linh hồn và một cách cửa khác cho vị thần của cây trụ giữa nhà. Hằng năm người Dao cầu xin các vị thần núi tha tội để cho phép đàn gia súc của họ được đi lại và ăn cỏ trên cánh đồng.
Những vị thần ác phải được giữ ở cách xa khu vực cư trú của làng. Vì vậy cứ vào tháng 9, các chàng trai AKha làm những thanh kiếm bằng gỗ để xua đuổi các ác thần đó đi, họ kéo nhau hùng hổ chạy quanh từng ngôi nhà ở trong làng.
Người Lisu thì đánh lừa các vị thần bằng cách mời họ đi ăn cỗ để các vị bước ra khỏi đường ranh giới của làng được bảo vệ bằng những lá bùa cấm kỵ cắm trên đó, khi các vị thần đã đi qua đường ranh đó rồi thì không thể trở vào đó được nữa. 
Các lễ hội cho phép và thậm chí đòi hỏi người dân làm những việc mà nếu không thì người ta sẽ chẳng làm vào một thời điểm khác trong năm. Chẳng hạn, lệ làng yêu cầu tổ chức một bữa tiệc lớn, để bảo đảm cho mỗi gia đình đều có một phần thức ăn giàu chất protein. Nhưng ở những lễ hội khác thì lệ làng đơn giản chỉ là để vui chơi cho thỏa thích.

## Những lễ hội mới nẩy sinh
Với tình yêu dành cho Sanuk (vui vẻ), người Thái thường xuyên phát minh ra những "lý do" mới để tổ chức ra các lễ hội. Các nhóm dân chúng và các tổ chức kinh doanh hậu thuẫn cho họ. Chương trình lễ hội thông thường bao gồm trưng bày, triển lãm, giải trí với nhiều hình thức, các đám rước, có thể diễu hành trên sông, và dứt khoát là phải có một cuộc thi hoa hậu. 
Nổi tiếng nhất trong số những lễ hội mới xuất hiện từ thập niên 1960 là lễ diễu hành của những chú voi ở Surin miền bắc Thái Lan. Đây là một màn trình diễn y như thật một cuộc săn bắt và huấn luyện voi rừng ngày xưa. Trong ngày lễ này người ta cho cả voi nhà và voi chiến tham gia.Các cơ quan du lịch Thái Lan luôn đóng một vai trò then chốt trong việc cổ động cho các hội chợ triển lãm sản phẩm ở các địa phương. Trong số đó có lễ hội Dù ở Bor Sang, Lễ hội Hoa ở Chiang Mai, Lễ hội Chim ở Chainat và Lễ hội Lụa ở Khon Kaen. Hội chợ Trái cây thì nổi bật nhất là ở Rayong, Trat, Chanthaburivà Nakhon Pathom, còn những hội chợ dành riêng cho xoài được tổ chức ở Chachoengsao và hội chợ nho ở Ratchaburi, hội chợ trái vải ở Chiang Rai, chôm chôm ở Surat Thani, nhãn ở Lamphun, chuối ở Kamphaeng Phet, trái langsat ở Uttaradit và mãng cầu ở Nakhon Ratchasima.

## Những cuộc thi hoa hậu
Người Thái yêu thích các cuộc thi hoa hậu. Các cuộc thi này luôn được người ta chào đón trong bầu không khí của một lễ hội. Và điều đó là có lý do: phụ nữ Thái Lan từ lâu đã nổi tiếng vì vẻ đẹp. Những người đoạt giải trong các cuộc thi hoa hậu chính thức luôn được đăng trên trang nhất của các tờ báo.
Vào năm 1965, khi Apasara Hongsakul đoạt vương miện Hoa hậu Hoàn vũ, cả đất nước vụt bùng nổ thành một lễ hội. Sự đăng quang của cô đã lần đầu tiên bộc lộ cho nhiều người trên thế giới biết được vẻ đẹp của người phụ nữ Thái.
Hai thập niên sau, đất nước lại như phát cuồng lên khi Porntip Narkhirunkanok đoạt được vương miện hoa hậu Hoàn vũ năm 1988. Cô được gọi là "anh hùng dân tộc", thậm chí chính phủ cũng chúc mừng cô và bổ nhiệm cô giữ một chức vụ ngoại giao. Mọi lễ hội ở Thái Lan đều tổ chức một hoặc hai cuộc thi hoa hậu. 
Mỗi năm đều có cuộc thi hoa hậu Quốc gia với các vòng thi tuyển ở các tỉnh, sẽ có các cô gái được bầu chọn là hoa hậu Thái Lan, hoa hậu Thế giới Thái Lan, hoa hậu quý bà Thái Lan, hoa hậu miền núi, hoa hậu nông dân,hoa hậu Dù, hoa hậu Xoài, hoa hậu Nho, hoa hậu Nhãn, hoa hậu Chuối, hoa hậu Trái Vải, và thậm chí có cả hoa hậu chuyển đổi giới tính nữa.